# فيبي كوسدن
فيبي كوسدن (1887–1981) هي اشتراكية ونقابية ومعلمة وناشطة سلام وسياسية من مدينة ريدنغ الإنجليزية. كانت في أوج نشاطها بين العقد الأول من القرن العشرين والعقد السابع، وكانت مواطنة رائدة في ريدنغ خلال الجزء الأوسط من القرن العشرين. من الجدير بالملاحظة على نحو خاص أن حملتها المحلية تكشفت عن جهود لتوسيع وعيها ووعي شركائها في الوطن بقضايا السلام والتقدم الدوليين. كانت رائدة في التعليم لمرحلة رياض الأطفال التابع للسلطة المحلية، ومؤسسة حركة توأمة المدن بعد الحرب. الأهم من ذلك أنها أنشأت رابطًا بين مدينتين بغرض الإغاثة وتقديم المساعدات الملموسة لمدينة دوسلدورف الألمانية بينما كانت لا تزال تتعافى من الدمار الذي خلفه القصف في الحرب العالمية الثانية. ما زال الرابط موجودًا حتى يومنا هذا.

## مسيرتها المهنية ونشاطها المبكر
وُلدت آني فيبي إلين بلاكال في ريدنغ عام 1887، وهي ابنة بيطار خيول وجابي ضرائب وزوجته الأنجليكانية المتدينة. أصبحت فيبي في وقت لاحق من حياتها من الكويكرز وقد كانت أصولها أنجليكانية بادئ الأمر. كانت نقابية نشطة، وأصبحت عضوًا قياديًا في رابطة كتبة البريد والتلغراف، وذلك بعدما بدأت العمل في مكتب بريد ريدنغ نحو عام 1901. كان لجون رابسون، المستشار الاشتراكي والنقابي الزميل، وإديث مورلي من جامعة ريدنغ، وهي أول امرأة تُعين أستاذة في البلاد، تأثير على فيبي في مرحلة مبكرة. كان فرع جمعية تثقيف العمال في ريدنغ باكورة الأفرع، والتحقت فيبي بفصول الأدب الإنجليزي التي درّستها مورلي في الجمعية. «كانت مورلي اشتراكية، ومدافعة عن حق المرأة في التصويت، وعضوًا في فرقة نساء فابيان. كان لأفكارها تأثير كبير على فيبي، وأصبحت الاثنتان صديقتين مدى الحياة» (مقتبس من ستاوت 1997 ص 12). كانت فيبي من دعاة السلام، خلال الحرب العالمية الأولى، وتركت الكنيسة الأنجليكانية إحقاقًا لمبادئ قضيتها. جعلتها سلميتها غير متحمسة لفكرة تكرار الثورة البلشفية في بريطانيا. بدأت حياتها المهنية في الصحافة المستقلة خلال الحرب، وامتهنت الكتابة طوال حياتها (ستاوت 1997، الفصل الأول).
برز أول دور علني لها في لجنة مكافحة التربح المحلية عام 1919. كانت قد قادت بالفعل مسيرة احتجاجية في عيد الميلاد، حيث شغلت النساء الصفوف الأولى، منددة بتربح موردي المواد الغذائية. تصف «عاملة ريدنغ» فيبي وهي تخاطب الجمهور: «تحكي الآنسة بلاكال عن النساء من طبقتها الاجتماعية اللواتي يضطررن إلى ترك واجباتهن المنزلية للوقوف في طوابير لساعات، ليرجعن بعدها بخفي حنين، غير قادرات على شراء الطعام الضروري لعائلاتهن. تحتج على مثل هذه الإهانات التي يتعرض لها جنسها وطبقتها».
انتُخبت، في عام 1919 أيضًا، لعضوية مجلس الأوصياء لمدينة ريدنغ مع ألبرت كوسدن، الذي تزوجت به عام 1922. كان ألبرت مدرسًا للغة الإنجليزية في ألمانيا، واعتُقل هناك خلال الحرب العالمية الأولى. ظل ألبرت بجوار فيبي شريكًا داعمًا ومتفانيًا على نحو ملحوظ حتى وفاته عام 1953. أنجبا ابنة واحدة. اكتسبت فيبي خبرة مباشرة في التعامل مع الفقر، بصفتها عضوًا في مجلس وصاية الفقراء في إنجلترا، وإدارة نظام الرعاية الاجتماعية البدائي في المدينة، كتوفير الإصلاحيات.

## أهمية فيبي كوسدن
«ناشطة دائمة في الشؤون المحلية والوطنية والدولية.... تحتل فيبي مكانة هامة في تاريخ النشاط العمالي، وهي رمز لتحرر المرأة في قرن طال فيه النضال.... أثبتت فيبي أنه من الممكن لفرد يتمتع بالإصرار، وإن كان ذا أصول متواضعة، أن يحدث تأثيرًا بالغًا في مناحي السياسة المختلفة. أما حقيقة أنها حققت ذلك مع كونها امرأة، وفي مناسبات أخرى مع كونها أولى الناشطات النسائيات، تجعل إنجازاتها أكثر استثنائية».